# Quadrilatère du Manio
Pour l’article homonyme, voir Tumulus du Manio.
Le quadrilatère du Manio est un site site mégalithique situé à Carnac, en France. Le monument correspond aux vestiges d'un tumulus.

## Le site
Le site est fouillé vers 1890, à l'époque le tertre est surmonté d'un vieux moulin. 
L'ensemble du site du Manio (quadrilatère, tumulus et menhir dit le Géant du Manio) est classé au titre des monuments historiques en 1900.

## Description
Le monument correspond à l'enceinte d'un ancien tumulus. Le monument actuellement visible résulte d'une restauration après fouille, qui n'est pas complètement fidèle  ni à un croquis du site daté de 1887, ni au descriptif qu'en donne G. de Closmadeuc dans son communiqué aux membres de la Société polymathique du Morbihan en 1890. Closmadeuc décrit une première enceinte sensiblement orientée est/ouest de 36 m de long sur 5,90 m côté ouest et 9,40 m côté est à laquelle est immédiatement accolée, côté est, un seconde enceinte mesurant 7,50 m sur 9,40 m composée de huit à neuf pierres. L'ensemble mesure environ 45 m de long et comprend  83 pierres dressées. 
Le tertre tumulaire a été complètement déblayé lors des fouilles de 1890,, sans aucun résultat. 
Le quadrilatère du Manio est situé à 45 m au nord du menhir dit le Géant du Manio.